# Erisma blancoa
Erisma blancoa là một loài thực vật có hoa trong họ Vochysiaceae. Loài này được Marc.-Berti mô tả khoa học đầu tiên năm 1986.